# Meryta raiateensis
Meryta raiateensis är en araliaväxtart som beskrevs av John William Moore. Meryta raiateensis ingår i släktet Meryta och familjen Araliaceae. Inga underarter finns listade.